# 紐堡 (緬因州)
紐堡（英語：Newburgh）是一個位於美國緬因州佩諾布斯科特縣的鎮。

## 人口
根據2020年美國人口普查的數據，紐堡的面積為80.37平方千米，當中陸地面積為80.32平方千米，而水域面積為0.05平方千米。當地共有人口1595人，而人口密度為每平方千米20人。